# Sahab Sport Club
O Sahab Sport Club é um clube de futebol jordaniano com sede em Irbid. A equipe compete no Campeonato Jordaniano de Futebol.

## História
O clube foi fundado em 1972.